# Serge Jolimeau
Serge Jolimeau est un sculpteur haïtien né à Croix-des-Bouquets en 1952.

## Biographie
Élève précoce de Sériser Louis-Juste, il intègre le centre d'art d'Haîti en 1972 où il fait la connaissance de son mentor Murat Brierre. Avec Gabriel Bien-Aimé il s'impose comme le sculpteur de bosmétal (tradition de sculpture en métal découpé inaugurée à Haïti par Georges Liautaud), le plus doué de sa génération. Chez Jolimeau, la stylisation et la complication des motifs fantastiques d'inspiration vaudou tend à produire des œuvres donnant l'impression d'une dentelle de métal. En 2009, Jolimeau est avec Michée Ramil Remy et Toyin Folorunso, l'un des trois artistes sélectionnés par Bill Clinton pour créer les œuvres commémoratives des Clinton Global Citizen Awards de la Clinton Global Initiative.

## Expositions principales

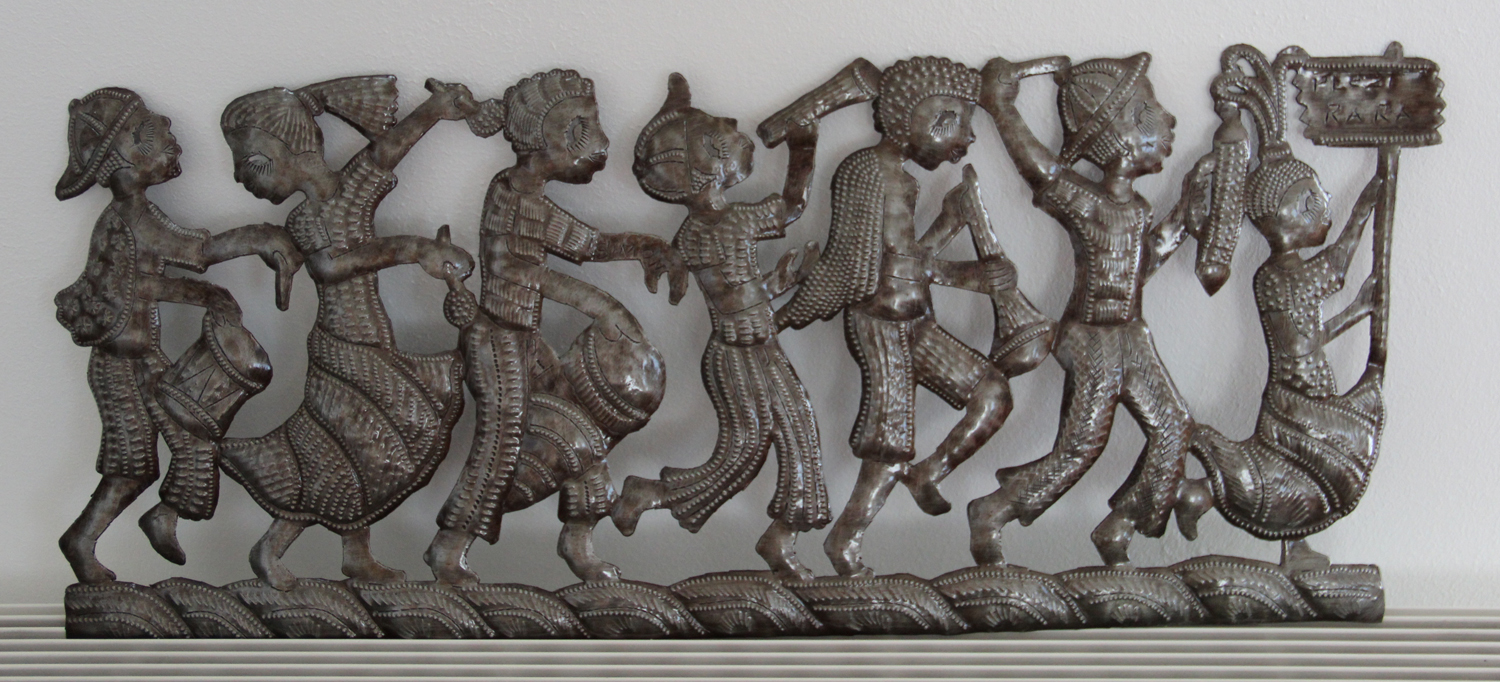
Une sculpture de bosmétal haïtien

- 1979 - Kunst aus Haiti, Staatlichen Kunsthalle, Berlin
- 1992 - A Haitian Celebration: Art and Culture, Milwaukee Art Museum, Milwaukee
- 1995 - Masterworks in Haitian Art from the Collection of the Davenport Museum, Davenport Museum of Art, Davenport
- 1997 - Haitian Art: Twenty Years of Collecting at the Waterloo Museum of Art, Waterloo Museum of Art, Waterloo, Iowa
- 1998 - Caribe: Exclusión, fragmentación y paraíso, Casa de America y Museo Extremeno Iberoamericano de Arte Contemporaneo, Madrid
- 2000 - Island Delights: The Spirit and Passion of Haitian Art, Tampa Museum of Art, Tampa
- 2004 - Lespri Endepandan: Discovering Haitian Sculpture, Frost Art Museum, Florida International University, Miami
- 2008 - Off the Wall, Pan American Art Projects, Miami
- 2012 - Outside the Box, Pan American Art Projects, Miami[2]

## Collections publiques
- Brooklyn Museum : Crucifixion scene, 1981
- Milwaukee Art Museum : Démon, 1977
- Spencer Museum of Art :
  - Man and Goat
  - See Goddesses
  - Siren
  - Winged Stag
- Figge Art Museum[3] :
  - Lasiren et la Bête
  - Capricorne
  - Croix Vaudou
  - Crucifix
  - Crucifixion
  - Femme légère
  - La Diablesse
  - Le Démon Ailé
  - Les Deux Sorcières
  - Les Trois Hermaphrodites
  - Rooster Mounting a Law
  - Turtle Woman